# جاك واردن
جاك واردن (بالإنجليزية: Jack Warden)‏ (18 سبتمبر 1920 - 19 يوليو 2006) ممثل سينمائي وتلفزيوني أمريكي.

## روابط خارجية
- جاك واردن على موقع IMDb (الإنجليزية)
- جاك واردن على موقع ميتاكريتيك (الإنجليزية)
- جاك واردن على موقع روتن توميتوز (الإنجليزية)
- جاك واردن على موقع قاعدة بيانات الأفلام العربية
- جاك واردن على موقع ألو سيني (الفرنسية)
- جاك واردن على موقع تيرنر كلاسيك موفيز (الإنجليزية)
- جاك واردن على موقع أول موفي (الإنجليزية)
- جاك واردن على موقع قاعدة بيانات برودواي على الإنترنت (الإنجليزية)
- جاك واردن على موقع قاعدة بيانات الأفلام السويدية (السويدية)
- جاك واردن على موقع إن إن دي بي (الإنجليزية)
- جاك واردن على موقع فايند أغريف
- Cinema2000 obituary

(بالبرتغالية)